# Shanghai Y-10
Lo Shanghai Y-10 o Yun-10 (运-10S; letteralmente: Transporter-10) è un aereo di linea a fusoliera stretta quadrimotore turboventola sviluppato in Cina negli anni settanta dallo Shanghai Aircraft Research Institute. L'aereo si ispirava al 707-320C della Boeing, progettato secondo il regolamento dell'aviazione federale (parte 25, edizione 1970).
A causa dell'indisponibilità dei previsti motori turbofan WS-8, il prototipo di velivolo utilizzava motori turbofan Pratt & Whitney JT3D-7, acquisiti come motori di riserva per la piccola flotta di aeromobili Boeing 707 della CAAC. L'aereo poteva essere configurato per ospitare 178 passeggeri in alta densità, 149 in economia o 124 in classe mista; la grande cabina di pilotaggio ospitava cinque membri dell'equipaggio: pilota, copilota, ingegnere di volo, navigatore e operatore radio.